# Мірза Ахмед-мечеть
Мірза Ахмед-мечеть (азерб. Mirzə Əhməd məscidi) — мечеть 1345, розташована в столиці Азербайджану місті Баку, в історичній частині міста Ічері-шехере, в одному ряду з житловими будинками.
Побудована Гаджі Мірза Ахмедом.

## Архітектура
У плані мечеть має чотирикутну форму. Вона складається з квадратного вестибюля, службового приміщення та молельного залу з нішами. В архітектурній структурі мечеті є куполи з місцевого каменю та стрілчасті арки.
У центрі вхідних дверей є напис з Корану, а також ім'я архітектора. Дах мечеті, а також розташоване поруч допоміжне приміщення зруйноване. Існує припущення, що мечеть зведена на місці стародавнього храму.

## Галере

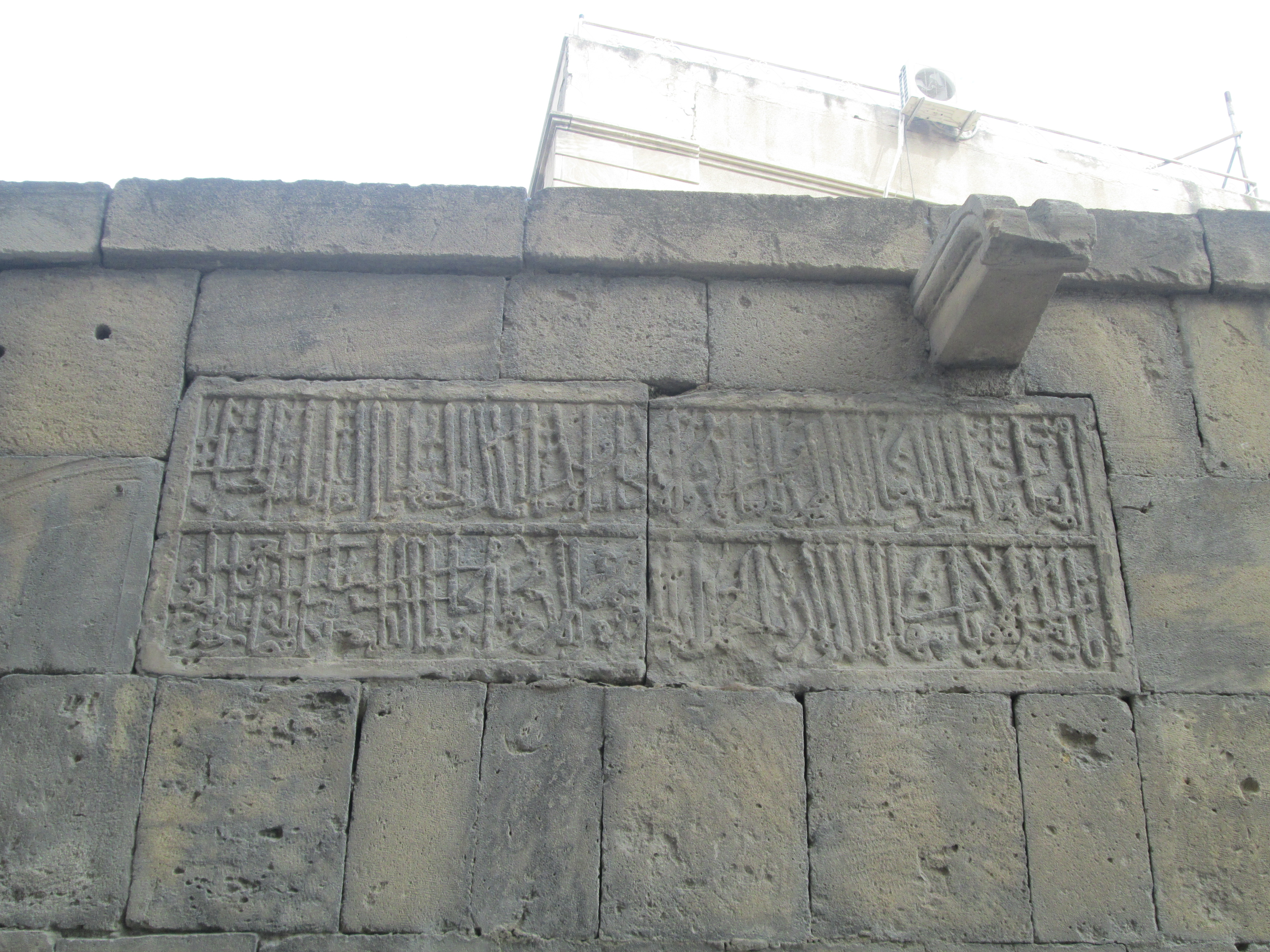
Китабе на стіні мечеті